# Xấu xí

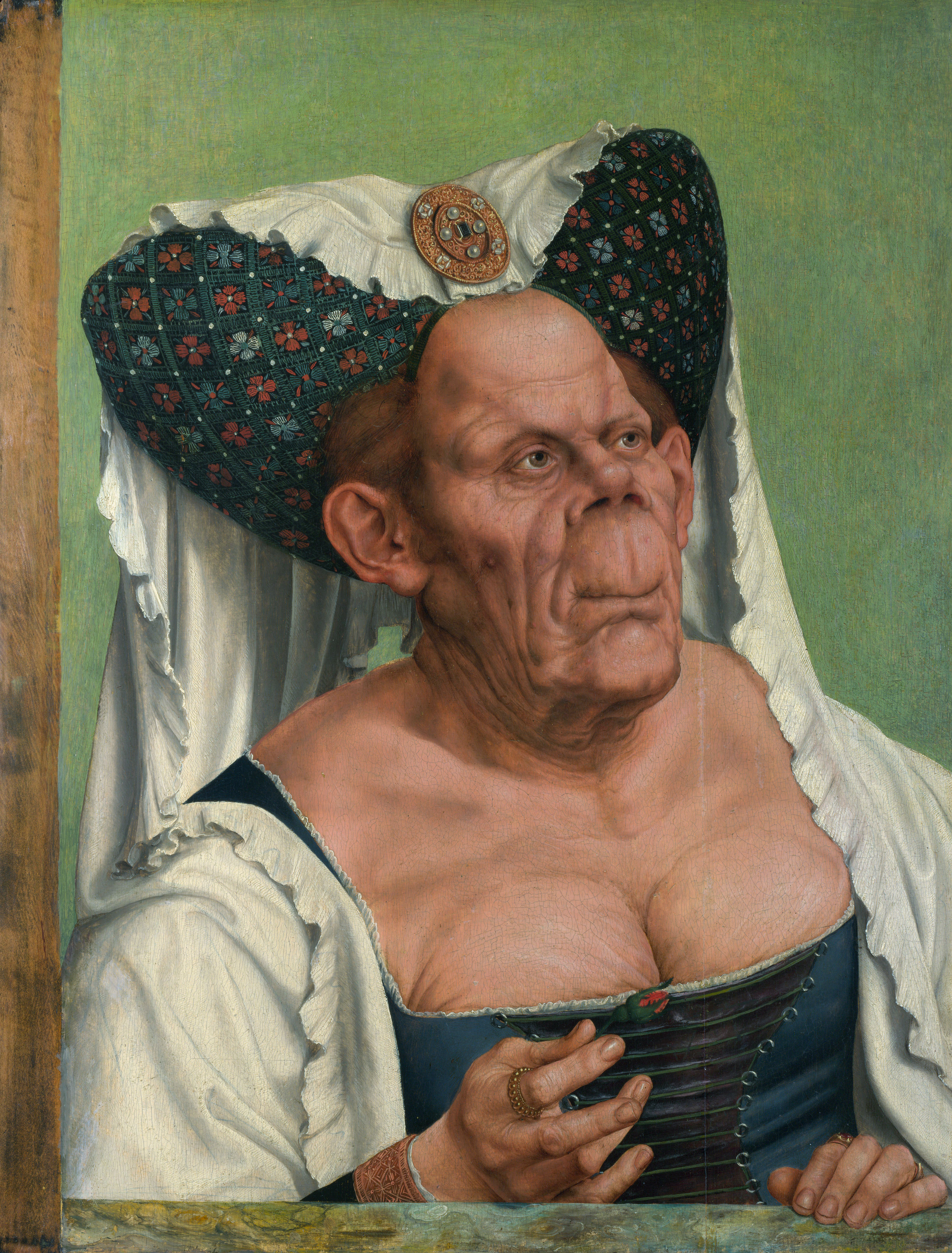
The Ugly Duchess (tranh của Quentin Matsys, khoảng năm 1513)

Phim Cô gái xấu xí (2009)

Thiếu hấp dẫn hay xấu xí là từ đánh giá diện mạo bên ngoài của một người hay sự vật nào đó không có tính thẩm mỹ, không được yêu thích.
Trong văn hóa đại chúng, những phim như Ugly Betty hay Cô gái xấu xí là một ví dụ về sự kém hấp dẫn ngoại hình khi vai nữ chính là một cô gái xấu xí, đeo kính cận và thấp lùn.